# Збірка віршів
Збі́рка ві́ршів, рідше збі́рник ві́ршів, віршо́вана збі́рка — видання, яке концентрує в однотипно оформлених одиницях (томах) всі або основні твори одного автора, як його наукову, літературно-художню або публіцистичну спадщину. Також збірка віршів може включати твори різних авторів на задану тему.
Окрім власне творів автора, збірка віршів включає і науково-довідковий апарат — супровідні статті, коментарі, покажчики і тому подібне. Збірка віршів видання ретроспективне, воно робиться тоді, коли вже виявлено ідейне, наукове або художнє значення творчості даного автора для суспільства і настав час його історичного вивчення. Збірка віршів вимагає наукової підготовки текстів для публікації, що можливо лише на певному етапі розвитку текстології і літературознавства.